# 런던 패딩턴역
런던 패딩턴 역(London Paddington station, 혹은 패딩턴역(Paddington Station)은 런던 웨스트민스터에 있는 내셔널 레일과 런던 지하철의 역이다.

## 내셔널 레일
14개의 승강장이 있는 터미널역으로, 퍼스트 그레이트 웨스턴과 칠튼 레일웨이, 히스로 익스프레스가 운행한다.

## 런던 지하철
4개 노선이 접속한다. 베이컬루 선, 서클 선, 디스트릭트 선의 역은 프래드 스트리트에, 해머스미스 & 시티 선의 역은 비숍스 브리지 로드에 위치해 있다.

### 역사
1863년 1월 10일에 메트로폴리탄 레일웨이가 패딩턴 (비숍스 로드)에서 패링던 역 사이를 달리는 첫 번째 지하철을 개통하였다. 이 노선의 승강장은 본선 역사의 북쪽에 있었으며 프래드 스트리트에 출입구가 있었다. 여기엔 GWR 본선으로 연결되는 연결선이 있어 GWR의 해머스미스 지선으로 바로 갈 수 있게 해 주었다. 이 역은 1933년 9월 10일에 "패딩턴"으로 리네임되었다. 1930년대부터 1960년대 후반까지 메트로폴리탄 선과 GWR의 교외선은 승강장을 공유했지만, 지금은 지하철이 완전히 분리되어 해머스미스 & 시티 선의 패딩턴 역을 형성한다.

### 오늘날의 역
오늘날 디스트릭트 선과 서클 선 승강장과 베이컬루 선 승강장이 프래드 스트리트 아래의 지하 통로로 연결되어 있고, 한 역으로 간주되며 튜브 맵에도 그렇게 나와있다.  영화 패딩턴을 찍었던 장소이기도 하다.

## 대중문화 속 런던 패딩턴 역
패딩턴 베어가 사람들에게 발견된 장소가 이곳으로, 패딩턴이라는 이름 자체가 이 역에서 따온 것이다.